# Feedback-Hemmung
Der Begriff Feedback-Hemmung, auch „Rückkopplungshemmung“, wird in der Enzymologie und Endokrinologie verwendet. Im Stoffwechsel von Lebewesen findet man viele durch negative Rückkopplung ermöglichte Regelkreise. 

## Enzymologie
Von Feedback-Hemmung spricht man, wenn ein von einem Enzym gebildetes Produkt oder eines der Folgeprodukte sich rückwirkend hemmend auf die Aktivität dieses oder mehrerer Enzyme dieser Kette auswirkt. Es hemmt damit seine eigene Herstellung und verhindert eine Überproduktion. Diese sogenannte Endprodukthemmung ist eine Form der negativen Rückkopplung.

## Endokrinologie
Hier beschreibt Feedback-Hemmung einen ähnlichen Sachverhalt, wenn von einer Primärquelle (z. B. Hypothalamus) ein Releasing-Hormon ausgeschüttet wird, dieses in der Sekundärquelle (z. B. Adenohypophyse) die Ausschüttung eines glandotropen Hormons fördert, welches seinerseits in der Tertiärquelle (Hormondrüse) nun die Ausschüttung des eigentlichen Hormons (z. B. Cortisol) bewirkt. 
Die Hemmung einer weiteren Ausschüttung kann nun über das Hormon selbst an Primär- oder Sekundärquelle stattfinden (langer Weg) oder teilweise auch bereits vom glandotropen Hormon nur an der Primärquelle (kurzer Weg).

## Verhaltensbiologie
Rückkopplungen mit Feedback-Hemmung gibt es auch bei der Regulation des Verhaltens.